# Andre Agassi
Pour les articles homonymes, voir Agassi.
Andre Agassi, né le 29 avril 1970 à Las Vegas (Nevada), est un joueur de tennis américain, professionnel de 1986 à 2006.
Considéré comme l'un des plus grands joueurs de tous les temps,,, il a remporté 60 titres en simple sur le circuit ATP, dont dix titres majeurs, incluant huit titres du Grand Chelem, un Masters et un titre olympique, ainsi que dix-sept Masters 1000.
Agassi est le premier joueur de l'histoire du tennis à avoir remporté les sept titres les plus prestigieux du tennis en simple messieurs : les quatre tournois du Grand Chelem, la médaille d'or olympique, le Masters et la Coupe Davis. Il est aussi le premier à s'être imposé dans les quatre tournois du Grand Chelem sur quatre surfaces différentes (gazon, terre battue et deux types de surface dure), ce que seuls Roger Federer, Rafael Nadal et Novak Djokovic ont réussi depuis mais sur des surfaces nettement plus uniformisées. Il est également le seul, avec Rafael Nadal et Novak Djokovic, à avoir réalisé le « Grand Chelem doré en carrière » (victoires dans les quatre tournois majeurs et aux Jeux au cours d'une carrière professionnelle).
Seul, parmi les tournois majeurs, un titre à la Coupe du Grand Chelem, organisée par l’ITF de 1990 à 1999, manque à son palmarès, compétition dans laquelle il fut néanmoins finaliste, en 1998, contre Marcelo Rios.
Il s'est particulièrement illustré à l’Open d'Australie qu'il a remporté à quatre reprises et a également remporté la Coupe Davis par trois fois, en 1990, 1992 et 1995 avec l'équipe des États-Unis, puis la médaille d'or olympique en simple en 1996.
Agassi atteint la première place mondiale pour la première fois le 10 avril 1995 et l'occupe ensuite pendant un total de 101 semaines. Il achève une saison à la tête du classement ATP, en 1999, et la même année est désigné champion du monde et meilleur joueur de l'ATP. Il co-détient, avec Novak Djokovic, le record de six victoires au Masters 1000 de Miami. Son principal rival au cours de sa carrière fut Pete Sampras, qu'il affronta à 34 reprises, dont au cours de cinq finales de Grand Chelem.
Il est membre de l'International Tennis Hall of Fame depuis 2011.

## Biographie

### Enfance et carrière amateur
Andre Kirk Agassi naît le 29 avril 1970 à Las Vegas de Emanoul B. Aghasi — ou Aghassian en arménien (anglicisé en Emmanuel « Mike » Agassi) et d’Elizabeth Dudley, dite Betty (qui a des ancêtres anglais).
Son père Emanoul (ou Emmanuel) est né le 25 décembre 1930 à Salmas en Iran d'un père arménien. Un ancêtre changea le nom d'Aghassian en Aghasi pour éviter des persécutions. Emanoul grandit et découvre le tennis à Téhéran grâce aux soldats américains et Britanniques : il ramasse les balles et entretient les courts. Après ses deux participations aux Jeux olympiques en tant que boxeur (en 1948 à Londres et en 1952 à Helsinki), il quitte l'Iran en 1952 et rejoint un de ses frères parti aux États-Unis, avec un faux nom sur son passeport. Il atterrit à New York et, après seize jours à Ellis Island, il prend un bus pour Chicago. Entraîné par Tony Zale, il y échoue à faire carrière comme champion de boxe malgré sa victoire aux Golden Gloves de Chicago qui lui donne le droit de jouer un match d'ouverture au Madison Square Garden de New York. Il n'honore pas ce combat car, au dernier moment, son adversaire qui est malade est remplacé par un bien meilleur boxeur et, surtout, d’une catégorie supérieure. Il se sauve par une fenêtre des toilettes et saute dans un train pour Chicago. Il décide de se reconvertir en constructeur de courts de tennis. Par ailleurs, il officie comme juge de ligne. En 1956, il a notamment une altercation avec Pancho Gonzales sur une balle litigieuse.
Il rencontre la future mère d'Andre Agassi, Betty Dudley, jumelle et fille d'un professeur d'anglais, et, huit mois après, en 1959, ils se marient malgré l'opposition de la famille de Betty. En 1960, après la naissance de leur premier enfant, Rita, le couple part pour Los Angeles puis, par manque de travail, s'installe dans la ville de Las Vegas, alors en pleine expansion. Le nombre de jours d'ensoleillement de la région est propice au projet d'entrainement des enfants Agassi. Au début, le père Mike donne des cours de tennis au Tropicana Hotel et fait le maître d'hôtel au Landmark, avant de décrocher un emploi de préposé à l'accueil au Grand Casino MGM où il comble son faible salaire avec de nombreux pourboires, tandis que la mère Betty est embauchée par le gouvernement de l'État du Nevada. Les prénoms Andre et Kirk proviennent des noms des patrons de Mike Agassi au casino. Les initiales d'Andre Kirk Agassi sont A.K.A., ce qui est l’abréviation de « also known as » et se traduit par « alias » en français. Passionné par le tennis, Mike entraîne ses enfants dans l'espoir qu'ils deviennent des champions. Pour arriver à ses fins, il installe la famille ainsi que sa propre mère en banlieue dans le but de trouver une maison où il peut construire un court de tennis ; c'est là, avec une machine à balles trafiquée qu'il forme Andre, le petit dernier. Lors du tournoi de Las Vegas, il corde les raquettes des grands champions, notamment celles de Jimmy Connors, ce qui permet à Andre d'échanger des balles avec Ilie Năstase et de rencontrer Björn Borg, son idole d'alors. Andre Agassi qualifie son père de tyrannique et avoue ne jamais avoir aimé le tennis et avoir été dans l'incapacité de le lui faire entendre.
À l'âge de 8 ans, Andre dispute ses premiers tournois contre des jeunes du même âge. Il enchaîne les victoires, ce qui lui vaut rapidement une solide réputation dans le Nevada et les États proches. C'est à cet âge qu'il subit sa première défaite contre Jeff Tarango : lors d'une finale, sur l'ultime tie break, à 5 partout, il y a mort subite pour le perdant du point. Après un revers croisé gagnant d'Andre Agassi, Tarango baisse la tête et se met à pleurer, puis se dirige vers le filet et annonce que la balle est faute, ce qui lui donne la victoire. En effet, chez les très jeunes joueurs, ce sont les joueurs eux-mêmes qui jugent les lignes de leur côté. Ce match est un tournant dans sa jeune carrière.
À 9 ans, il joue un match contre le joueur de football américain Jim Brown (alors âgé de 43 ans) qui parie 500 dollars. Agassi remporte le match 6-3, 6-3, 6-2. Peu de temps après, il joue un match contre son père. À 5-2, il est sur le point de le battre pour la première fois. C'est alors que celui-ci décide d’arrêter le match.
À l'âge de 11 ans, dans un tournoi au Texas, il perd le match pour la troisième place contre David Kass, son pire adversaire à l'époque, mais cette année-là il est décidé qu’il y aurait un prix de l'esprit sportif. Agassi le remporte mais son père, en partant, le brise sur le ciment et le jette à la poubelle. C'est cette année qu'il rencontre un de ses meilleurs amis, Perry Rodgers, jeune joueur aux parents extrêmement riches. Il fera plus tard partie de son équipe sur le circuit.
À l'âge de 12 ans avec l’aide de la société McDonald's, il part un mois en Australie pour une tournée qui réunit les meilleurs jeunes joueurs américains et leurs homologues australiens. Agassi gagne quatre des cinq tournois auxquels il participe.
À la suite d'un portrait — pourtant à charge et diffusé à la télévision — de Nick Bollettieri (un ancien militaire) et de son école de tennis, le père d’Andre Agassi l'envoie poursuivre son apprentissage auprès de Bollettieri en Floride, car il est conscient d'avoir raté la formation de ses trois premiers enfants : en effet, Rita l’aînée s'est révoltée et a quitté le foyer pour rejoindre un joueur de tennis, Pancho Gonzales, beaucoup plus âgé qu'elle ; elle joue toutefois une poignée de tournois en simple sur le circuit professionnel entre 1978 et 1980 ; elle joue en double avec Dana Gilbert, la sœur ainée de Brad Gilbert, le futur entraîneur de son frère, lors des US Open 1978 et 1979 ; Philly, quant à lui, n'a pas, aux dires de son père, l'instinct du tueur ; et Tamis ne progresse plus.
Ne pouvant payer pour une année entière de formation d’Andre Agassi, son père l'inscrit au départ pour seulement trois mois à 3 000 dollars ; mais ensuite, Bollettieri décide de le garder gratuitement. Dans son autobiographie, Agassi raconte ne pas s’être senti très bien dans l’école Bollettieri et y avoir multiplié les écarts de conduite (tenues vestimentaires excentriques, bagarres, beuveries, etc.) en espérant se faire renvoyer : ainsi, une telle sanction de renvoi doit lui être appliquée car il a joué une finale importante en portant un jeans, finale qu’il a gagnée. Néanmoins, conscient de tenir un joueur prometteur, Bollettieri renonce à cette sanction : pour cela, il appelle son père qui intime à son fils de rester.
À l'âge de 14 ans, Andre Agassi dispute ses premiers tournois « satellites » (semi-professionnels) aux États-Unis. Il voyage alors accompagné de son grand frère, Philly. C'est à l'occasion de ces tournois qu'il marque ses premiers points au classement ATP en entrant à la 610e place.
À sa demande, Andre Agassi est dispensé par Bollettieri de fréquenter une école ; c'est la mère de l’adolescent qui gère ses cours par correspondance.

### Vie privée
De 1997 à 1999, Andre Agassi est marié à l'ex-mannequin et actrice Brooke Shields.
À l'issue de leurs victoires simultanées lors du tournoi de Roland-Garros 1999, Agassi et Steffi Graf entament une relation amoureuse,. Ils se marient le 22 octobre 2001. Leur premier enfant, un fils nommé Jaden Gil, naît en 2001, et leur fille, Jaz Elle, naît en 2003.
La sœur d'Andre Agassi, Rita, a été la sixième épouse du champion de tennis Pancho Gonzales. Agassi a payé les funérailles de Gonzales en 1995.

### Création d’une fondation, d’un réseau d’écoles semi-privées et d’une école de tennis
Agassi est le créateur en 2001 de la « fondation Andre-Agassi ».
En 2005 avec l'aide d'un fonds d'investissement californien, il fonde « Democracy Prep public Schools », un réseau américain de charters schools[réf. souhaitée].
En 2009, il crée la « Andre Agassi College Preparatory Academy ».

## Carrière professionnelle

### 1986: Entrée dans le top 100
Nick Bollettieri lui donne sa première chance en l'inscrivant pour le tournoi de La Quinta, l'actuel Masters d'Indian Wells. Il passe les qualifications et sort au deuxième tour face à Mats Wilander. Agassi ne peut encaisser la somme de 2 600 dollars car il n'est pas encore professionnel. Il produit alors une fausse note de frais du même montant à Charlie Pasarell, directeur du tournoi, qui lui donne 2 000 dollars. Il fait ensuite une tournée de cinq tournois Satellites en Floride et gagne un chèque s'il parvient au moins en finale du dernier tournoi qui réunit les meilleurs joueurs de la série. Il décide d'encaisser le chèque et devient alors professionnel quelques semaines avant ses 16 ans. Il signe également son premier contrat de sponsoring, avec Nike, pour la somme de 20 000 dollars pour la première année.
À Stratton Mountain, en août, il bat son premier joueur du top 100, Tim Mayotte no 12 mondial puis tombe contre John McEnroe en quart. Celui-ci déclare à propos d'un retour fulgurant d'Agassi pendant le match : « j'ai joué contre Becker, Connors et Ivan Lendl, et personne ne m'a jamais renvoyé un retour aussi puissant. Je n'ai même pas eu le temps de voir la balle ». Cette déclaration venant de Big Mac lui donne une notoriété nationale.
Il participe à son premier US Open, mais est battu au premier tour par Jeremy Bates qui envoie un bras d'honneur à Bollettieri. Les résultats suivants sont décevants malgré son entrée dans le top 100 en octobre.

### 1987: Premier titre ATP
Après un début d'année sans gros résultats, il part pour Séoul et Tokyo avec son frère Philly et le reste de ses économies. Il atteint la finale à Tokyo, sa première sur le circuit principal mais a ensuite du mal à s'adapter à la terre battue ocre européenne (de couleur verte aux États-Unis, la surface est aussi plus rapide), perdant au deuxième tour de sa première participation à Roland Garros. Il participe ensuite à son premier Wimbledon, mais est battu assez sèchement par Henri Leconte dès le premier tour ; il gardera de ce premier séjour sur le gazon londonien un souvenir assez douloureux, à tel point qu'il refusera pendant les trois années suivantes de participer à Wimbledon. Après plusieurs défaites précoces, il donne ses raquettes à des sans-abri à Washington, et décide d'arrêter le tennis. Mais, de retour à l'hôtel, il accepte finalement de participer à une exhibition bien rémunérée. Arrive ensuite le tournoi de Stratton Moutain où Agassi a bien joué l'année d'avant. Il pense y arrêter sa carrière. Il bat son premier joueur du top 10 Pat Cash (no 7 et récent vainqueur à Wimbledon) par 7-6, 7-6, puis sous les yeux de son père en demi-finale, arrache le premier set contre Ivan Lendl, le no 1 mondial. Il finit l'année sur une note positive, puisqu'il remporte son premier tournoi professionnel, à Itaparica au Brésil.

### 1988: Demi-finale à Roland-Garros et à l'US Open, top 3 mondial
Andre Agassi commence l'année en remportant le tournoi de Memphis. À Indian Wells, il s'incline en demi-finale contre Boris Becker. À Key Biscayne, il cède en cinq sets contre Aaron Krickstein, après avoir mené deux sets à zéro (il se retire au cinquième set à 0-1). Il débute en Coupe Davis par une victoire à Lima au Pérou contre Jaime Yzaga, puis remporte ensuite son troisième tournoi – le premier sur terre battue « verte » – à Charleston. En milieu de semaine, le directeur du tournoi lui offre un gâteau d'anniversaire pour ses 18 ans, provoquant la surprise d'Agassi qui ne fêtait jamais cet événement. À Forest Hill, toujours sur terre battue, il remporte une deuxième victoire de suite en tournoi.
Les bons résultats s'enchaînent. Andre Agassi acquiert alors une notoriété grandissante sur le circuit professionnel. Outre ses performances sportives, il fait également parler de lui par ses tenues vestimentaires – il porte un short en jean – ainsi que ses cheveux longs et ébouriffés. Dans son autobiographie parue en 2009, il avouera que ces coiffures excentriques étaient destinées à cacher une calvitie naissante et qu'il dut rapidement se résigner à porter des perruques, y compris en match.
Quelques semaines plus tard, il parvient en demi-finale de Roland-Garros, où il s'incline en cinq sets (0-6 dans le dernier set) contre Mats Wilander, no 3 mondial et futur vainqueur du tournoi sur la route de son Petit Chelem. Il entre dans le top 10 à la 6e place et renonce à Wimbledon. Pendant l'été, il gagne son premier tournoi sur terre battue européenne à Stuttgart. Il inaugure son entrée dans le top 5 en Coupe Davis contre Martín Jaite. Au cours de ce match, il se fait copieusement huer par le public pendant 5 minutes quand il arrête de la main gauche le deuxième service (bon) de son adversaire à 6-2, 6-2, 5-0 0/40. Le public estime qu'il l'a fait par provocation alors qu'Agassi estime qu'il ne pouvait le retourner. Il gagne encore deux tournois à la suite, à Stratton Mountain (ce qui lui permet d'atteindre la quatrième place mondiale) puis à Livingstone où il se fait un plaisir de battre en finale un ennemi de ses jeunes années, Jeff Tarango. Plus tard, il parvient en demi-finales de l'US Open, après avoir battu Jimmy Connors no 6 mondial (son 2e top 10 et sa meilleure performance), ne s'inclinant que face à Ivan Lendl. Il intègre le Masters de fin d'année dans le top 3 mondial (3e) avec une seule victoire (contre Tim Mayotte, no 10) en trois matchs. L'ATP lui décerne le prix du Joueur s'étant le plus amélioré.

### 1989: Demi-finale à l'US Open
En 1989, les résultats sont mitigés. Agassi se cherche et a du mal à confirmer les résultats exceptionnels de l'année précédente. Grâce à son frère Philly, il fait la connaissance de John Parenti (dit JP, pasteur à l'époque, puis musicien ensuite) qui l'intègre à son équipe sur le circuit. Un autre problème perturbe son début d'année : Bollettieri lui a fait signer un contrat avec Donnay, la marque de raquettes, mais peu après, il rejoue avec une raquette Prince camouflée.
Toujours en réussite en Coupe Davis, il bat en quart Yannick Noah et Henri Leconte (12 et 13e mondial). Ensuite à Forest Hills, il échoue encore face au no 1 Ivan Lendl en demi-finale. À Rome, il perd en finale face au spécialiste de la terre battue Alberto Mancini en cinq sets, après avoir eu une balle de match au quatrième set (3-6, 6-4, 6-2, 6-7, 1-6). C'est lors de ce tournoi en Italie qu'il rencontre dans les premiers tours celui qui deviendra plus tard son plus grand rival, Pete Sampras. Il l'avait auparavant joué en juniors et estimait qu'il ne ferait pas une grande carrière. Après une défaite contre Andrés Gómez à Boston, il perd au troisième tour contre Jim Courier à Roland-Garros, son ancien collègue et concurrent dans l'équipe de Nick Bollettieri. Cette défaite, puis la victoire finale du tournoi par Michael Chang (deux ans plus jeune qu'Agassi), déprimeront le kid de Las Vegas. S'il a été le premier de cette génération à éclater au plus haut niveau, c'est bien Chang qui met fin à une disette de cinq ans sans victoire américaine en grand chelem (depuis les années fastes de Jimmy Connors et John McEnroe).
Agassi s'incline ensuite lors de ses deux matchs en demi-finale de la Coupe Davis à Munich. Face à Boris Becker, il mène deux sets à 0 puis perd sa concentration. Il s'assoit, alors que ce n'est qu'un changement de côté. L'Allemand et son public rient. Agassi sort complètement du match et perd 7-64, 7-65, 6-74, 3-6, 4-6. Le lendemain, il déçoit à nouveau face à Carl-Uwe Steeb. Ce dernier lui avait infligé un 6-4, 7-5, 6-0 au premier tour de Key Biscayne ; Tom Gorman l'entraîneur de l'équipe l'accuse d'avoir été saoul pendant le match.
À Montréal, puis en demi-finale de l'US Open, il est défait par le no 1 mondial Ivan Lendl. En quart de finale, il bat à nouveau Jimmy Connors (son premier match gagné en 5 sets). La presse l'accuse alors d'avoir voulu fatiguer et humilier Connors. Un mois plus tard, il remporte son seul tournoi de l'année à Orlando contre Brad Gilbert, alors no 5 mondial, en finale. Il bat à cette occasion son premier joueur du top 5 de l'année. En poules au Masters de fin d'année, Gilbert gagne cette fois la rencontre, ainsi que Becker et Edberg également.
Au cours de l'année 1989, Andre Agassi rencontre Gil Reyes, qui deviendra son préparateur physique pour le restant de sa carrière.

### 1990: Victoire au Masters et en Coupe Davis, finale à Roland-Garros et à l'US Open
L'année débute avec une victoire à San Francisco, un abandon face à Pete Sampras à Philadelphie et une première victoire sur un top 3 (Boris Becker, no 2 mondial) à Indian Wells. Ensuite, il remporte son premier grand tournoi (Masters 1000) à Miami en finale contre Stefan Edberg.
Après une sortie prématurée lors de son unique tournoi de préparation sur terre battue à Hambourg, il se hisse néanmoins en finale Roland-Garros après avoir notamment battu Jim Courier et Michael Chang. Pour sa première finale en Grand Chelem, il est favori contre l'Équatorien Andrés Gómez, mais s'incline à la surprise générale en quatre sets. Il raconte dans son autobiographie que sa perruque était tombée en lambeaux la veille de la finale et qu'il dû la rafistoler avec des épingles à cheveux. Il se fait aussi remarquer avec sa tenue rose et son short cycliste.
Il fait encore l'impasse sur le tournoi de Wimbledon et en profite pour gagner en force musculaire durant l'été grâce à son nouveau préparateur physique Gil Reyes. À l'US Open, il se qualifie pour la finale, après avoir battu le no 2 mondial Boris Becker. Malheureusement, il perd sa deuxième finale en Grand Chelem, encore doublé (après Michael Chang) par un de ses jeunes concurrents américains, Pete Sampras.
Sa première victoire dans un majeur intervient au Masters de fin d'année où il bat en finale pour la première fois un numéro 1 mondial, le suédois Stefan Edberg (qui l'avait pourtant battu en poules). Il enchaîne en remportant le saladier d'argent de la Coupe Davis aux côtés de Michael Chang.
À cette époque, Andre Agassi est assez impopulaire parmi les médias et une partie du public, qui lui reprochent notamment ses tenues provocatrices, une campagne de pub mal choisie (pour Canon, avec le slogan « tout est dans l'image »), son incapacité à gagner les grands matchs et son refus de participer à Wimbledon. Considéré comme un « mauvais garçon », il ferait ainsi davantage parler de lui par ses provocations que par ses performances tennistiques.

### 1991: Finale à Roland-Garros, demi-finale aux Masters
À Roland-Garros, Andre Agassi se qualifie à nouveau pour la finale, mais s'incline en cinq sets contre Jim Courier, contre qui il était pourtant favori et qu'il avait battu l'année précédente dans ce même tournoi. C'est sa troisième défaite en trois finales de tournoi du Grand Chelem. Ses trois concurrents américains Michael Chang, Pete Sampras et Jim Courier ont tous remporté un tournoi du Grand Chelem avant lui.
Agassi choisit enfin de participer à nouveau à Wimbledon où il se hisse en quart de finale face à David Wheaton. Il mène 2 sets à 1 et 2 breaks dans le quatrième set mais se blesse à la cuisse, boitille jusqu'à la fin, et perd la rencontre. Puis il échoue au premier tour de l'US Open contre l'ancien espoir américain Aaron Krickstein (24 ans). En fin d'année, il perd son titre au Masters, battu en demi-finale par Jim Courier.
À Lyon, les États-Unis s'inclinent en finale de la Coupe Davis face à la France, Agassi battant néanmoins Guy Forget lors du premier match.

### 1992: Victoire à Wimbledon et en Coupe Davis, demi-finale à Roland-Garros
Il quitte le foyer familial et s'installe dans un mobil home de 3 pièces au sud-ouest de Las Vegas.
En début de saison, il renonce une nouvelle fois à l'Open d'Australie, qu'il n'a encore jamais disputé. Ses performances individuelles sur le circuit sont décevantes, si bien qu'il sort des 10 premiers du classement ATP. Il n'y a guère qu'en Coupe Davis qu'il se sent efficace : au premier tour, en Argentine, il gagne ses deux matchs et récidive au tour suivant, à domicile à Fort Meyers contre la Tchécoslovaquie.
À Roland Garros, il s'incline à nouveau face à Jim Courier, en demi-finale, cette fois-ci.
Il remporte ensuite le tournoi de Wimbledon à la surprise générale, et à la sienne en particulier, après avoir notamment battu Boris Becker en quart de finale, John McEnroe en demi-finale et, en finale, Goran Ivanišević (qu'il n'avait jamais battu jusqu'alors en deux matchs). Après trois échecs en finale, il parvient enfin à remporter son premier tournoi du Grand Chelem.
À l'US Open, il s'incline encore, en quart de finale, contre Jim Courier qui fait sa meilleure année.
Perturbé par des problèmes physiques (douleurs au poignet contractées en désensablant son Hummer), il joue peu dans les mois qui suivent.

### 1993: Blessure et opération du poignet
Sa petite amie Wendy le quitte. Agassi se rapproche plus encore de Barbra Streisand, qu'il a rencontrée l'année précédente.
Handicapé par une tendinite chronique, il ne participe ni à l'Open d'Australie, ni à Roland-Garros.
Il remet néanmoins son titre en jeu à Wimbledon. En manque de compétition, il bat difficilement l'Allemand Bernd Karbacher au premier tour. Tant bien que mal, il se hisse en quart de finale, seulement battu par le futur vainqueur Pete Sampras en cinq sets.
En fin d'année, il se fait opérer du poignet, qui le fait souffrir depuis plusieurs mois. C'est à ce moment-là qu'il rencontre l'actrice Brooke Shields, qui deviendra son épouse.
Il se sépare de son entraîneur, Nick Bollettieri, qu'il remplace par Brad Gilbert. Il termine l'année au 24e rang mondial, alors qu'il a toujours figuré parmi les dix meilleurs joueurs du monde depuis 1988.

### 1994: Victoire à l'US Open, demi-finale aux Masters,no2mondial
Il renoue avec la compétition en début d'année 1994 par un succès dans un tournoi mineur, à Scottsdale, puis atteint la finale à Key Biscayne, perdue contre Pete Sampras. La suite de la saison est plus décevante jusqu'en juillet, où il remporte le Masters du Canada. La confiance revient et quelques semaines plus tard, il remporte son premier US Open, contre Michael Stich. C'est son deuxième succès en Grand Chelem. Le 7 novembre, six ans jour pour jour après avoir été pour la première fois no 3 mondial, il accroche enfin la 2e place du classement mondial qui lui permet de se qualifier à nouveau pour les Masters (où il parvient en demi-finale, battu par le futur vainqueur Pete Sampras).
Sur l'insistance de Brooke Shields, il décide d'enlever sa perruque et de se raser les cheveux.

### 1995: Victoire à l'Open d'Australie et en Coupe Davis, finale à l'US Open, demi-finale à Wimbledon
Il dispute l'Open d'Australie pour la première fois de sa carrière et remporte le tournoi en battant le tenant du titre Pete Sampras en finale, puis à nouveau quelques semaines plus tard à Key Biscayne. Peu après, il devient logiquement numéro un mondial pour la première fois de sa carrière.
Il arrive à Roland Garros en pleine confiance, avec l'espoir de devenir le cinquième joueur de l'histoire à remporter les quatre tournois du Grand Chelem. Il doit cependant s'incliner en quarts de finale contre Ievgueni Kafelnikov, après s'être fait mal à la hanche en début de match.
À Wimbledon, il parvient en demi-finale mais doit s'incliner contre Boris Becker en quatre sets.
Dans les semaines qui suivent, il remporte successivement les tournois de Washington et de Montréal et Cincinnati.
Grand favori à l'US Open, il se qualifie pour la finale en prenant sa revanche de Wimbledon sur Boris Becker, mais s'incline face à son rival Pete Sampras.
La rivalité sportive entre Agassi et Sampras est un fait marquant du tennis à cette époque. Malgré sa défaite en finale de l'US Open, Andre Agassi conserve provisoirement son rang de numéro un mondial, mais finit par céder cette place à son rival en fin de saison.

### 1996: Champion olympique, demi-finale à l'US Open
Déjà absent des Masters de la fin d'année 1995, il se présente à l'Open d'Australie mal préparé, déprimé et diminué physiquement. Il bat néanmoins Jim Courier en quart de finale, perd contre Michael Chang au tour suivant, mais profite de l'élimination prématurée de son rival Pete Sampras pour redevenir numéro un mondial à l'issue du tournoi.
Les semaines suivantes, il enchaîne les contre-performances sportives et reperd assez logiquement sa place de numéro un. Il échoue ainsi contre des adversaires à sa portée, à Roland-Garros dès le deuxième tour face à l'Américain Chris Woodruff, puis à Wimbledon face à Doug Flach. Il se ressaisit brillamment pendant l'été pour devenir champion olympique à Atlanta, en dominant Sergi Bruguera en finale. Peu après, il remporte le tournoi de Cincinnati.
À Indianapolis, il se fait disqualifier lors d'un match contre Daniel Nestor pour avoir insulté l'arbitre. Cette mésaventure lui vaut de nombreuses critiques dans les médias et contribue à écorner sa popularité.
À l'US Open, Andre Agassi est au cœur d'une polémique : certains joueurs prétendent qu'il bénéficie de traitements de faveur lors des tirages au sort, pour favoriser ses chances de jouer en finale contre Pete Sampras. Sur le terrain, c'est encore Michael Chang qui lui barre la route en demi-finale.

### 1997: Saison blanche, sortie du top 100
Fatigué mentalement, à court d'entraînement, Andre Agassi fait l'impasse sur l'Open d'Australie. Il commence sa saison à San José, où il perd en demi-finale contre Greg Rusedski. Démotivé, davantage soucieux des préparatifs de son mariage avec Brooke Shields (qui sera célébré le 19 avril), il enchaîne les mauvais résultats et dégringole au classement ATP. Blessé au poignet, il renonce à Roland Garros puis à Wimbledon. Il renoue avec la compétition pendant l'été, mais enchaîne les défaites. À l'US Open, il perd en huitième de finale contre le futur vainqueur Patrick Rafter.
Dans son autobiographie Open, Andre Agassi révèle s'être mis à consommer de la drogue au cours de cette période alors que son mariage battait déjà de l'aile. Il indique aussi avoir été contrôlé positif à la méthamphétamine, mais que l'ATP a préféré passer ce contrôle sous silence et le dispenser de sanction, acceptant son explication (il aurait bu accidentellement un soda dans lequel un assistant, qu'il présente comme consommateur régulier de drogue, a mélangé cette amphétamine) afin de ne pas porter atteinte à l'image du tennis.
En novembre, il est classé 141e à l'ATP, pour finir l'année à la 110e place mondiale. Cependant, il retrouve peu à peu la motivation et le chemin de l'entraînement.

### 1998: Retour dans le top 10
À l'Open d'Australie, il gagne facilement ses trois premiers matchs, mais perd en huitième de finale contre l'ancien finaliste de Roland Garros Alberto Berasategui (en cinq sets et après avoir mené deux sets à zéro). Il se ressaisit assez vite et gagne successivement les tournois de San Jose (avec une victoire sur Pete Sampras en finale) puis de Scottsdale. À Indian Wells, il bat Patrick Rafter, mais perd ensuite contre Jan-Michael Gambill. À Key Biscayne, il parvient en finale, mais doit s'incliner contre Marcelo Ríos.
La confiance et les bons résultats reviennent progressivement, mais à Roland Garros, diminué à l'épaule, il s'incline dès le premier tour contre le jeune Marat Safin, dix-huit ans, futur numéro un mondial. À Wimbledon, il s'incline au second tour contre un autre joueur prometteur, Tommy Haas (futur numéro deux mondial). L'été est plus réussi avec deux victoires à Washington et à Los Angeles.
Lorsque débute l'US Open, Andre Agassi est ainsi remonté à la huitième place mondiale. Mais il subit la loi de Karol Kučera en huitième de finale, vainqueur en cinq sets.
En octobre, il remporte le tournoi d'Ostrava.
Au Masters en fin d'année, il est contraint d'abandonner lors de son premier match de poule pour des problèmes au dos.

### 1999: Victoire à Roland-Garros et à l'US Open, Grand Chelem doré en carrière, finale à Wimbledon et aux Masters,no1mondial
À l'Open d'Australie, Andre Agassi est éliminé en huitième de finale par Vincent Spadea. Même s'il est remonté depuis quelques mois dans la hiérarchie mondiale, il ne parvient manifestement pas à retrouver la constance au haut niveau qui fut la sienne jusqu'en 1995. De nombreux média le décrivent alors comme un joueur en fin de carrière cherchant vainement à retrouver sa gloire passée.
En ce début d'année 1999, il se sépare de Brooke Shields. Cette séparation sera rendue publique quelques semaines plus tard, une fois le divorce prononcé.
Le premier tournoi consécutif à sa séparation a lieu à San Jose. Il est disqualifié pour avoir insulté un juge de ligne. Par la suite, il déclare forfait à Indian Wells, puis se fait battre au premier tour à Key Biscayne par Dominik Hrbatý. Dans la foulée, il remporte le tournoi de Hong Kong.
Diminué par des douleurs à l'épaule, il réalise des performances assez décevantes lors des tournois sur terre battue qui servent de préparation à Roland Garros. Alors qu'il n'a plus remporté de tournoi sur terre battue depuis sept ans, il songe même à déclarer forfait pour le tournoi parisien, mais son entraîneur le convainc cependant de faire le déplacement. Au premier tour, il bat en quatre sets l'Argentin Franco Squillari, un spécialiste de la terre battue, qui était considéré comme un outsider du tournoi. Au deuxième tour, il élimine Arnaud Clément en cinq sets, après avoir été mené deux sets à un et être passé à deux points de la défaite. Au troisième tour, il bat Chris Woodruff, contre qui il avait perdu dans ce même tournoi trois ans auparavant. En huitième de finale, il crée la surprise en quatre sets face à Carlos Moyà, tenant du titre, puis étrille l'Uruguayen Marcelo Filippini au tour suivant. En demi-finale, il domine Dominik Hrbatý, dans un match qui s'est déroulé en deux jours et quatre sets. En finale, il retrouve l'Ukrainien Andreï Medvedev, parvenu à ce stade de la compétition à la surprise générale, compte tenu de ses mauvaises performances les mois précédents. Visiblement stressé par l'enjeu, Andre Agassi perd nettement les deux premiers sets, mais renverse la vapeur et s'impose finalement en cinq sets, 1-6, 2-6, 6-4, 6-3, 6-4. Grâce à cette victoire, Andre Agassi compte désormais les quatre tournois du Grand Chelem à son palmarès ; il devient le cinquième joueur de l'histoire à réaliser cette performance et le premier à réaliser le Grand Chelem doré en carrière et le Masters.
Lors du gala organisé en fin de tournoi, Andre Agassi retrouve Steffi Graf, vainqueur la veille du tournoi féminin. Leur relation est officialisée quelques semaines plus tard.
Il parvient ensuite en finale de Wimbledon, où il est battu par Pete Sampras qui remporte à cette occasion son sixième tournoi londonien et son douzième tournoi du Grand Chelem, égalant par la même occasion le record de victoires en Grand Chelem détenu à l'époque par Roy Emerson.
Quelques semaines plus tard, Andre Agassi remporte l'US Open en battant Todd Martin en finale. Grâce à cette victoire et au forfait de Sampras dans cette épreuve, il redevient numéro un mondial.
En fin d'année, il gagne le Tournoi de Bercy, réussissant ainsi à remporter les deux grands tournois parisiens de Roland-Garros et Bercy la même année (une performance que seuls Ilie Năstase, en 1973, et Novak Djokovic, en 2021, ont également réalisée). Malgré une défaite en finale du Masters contre Sampras, il termine l'année numéro un mondial, une première depuis le début de sa carrière. Il met ainsi fin à une série de six années consécutives à ce rang pour Pete Sampras.

### 2000: Victoire à l'Open d'Australie, finale aux Masters, demi-finale à Wimbledon
En demi-finale de l'Open d'Australie, il bat difficilement Pete Sampras. Grâce à cette victoire, il devient le premier joueur depuis Rod Laver à disputer quatre finales de tournois du Grand Chelem d'affilée. Il signe sa sixième victoire en Grand Chelem contre Ievgueni Kafelnikov en quatre sets.
Cependant, la belle dynamique qui portait Andre Agassi depuis près d'un an va rapidement prendre fin. Andre Agassi se met à enchaîner les mauvaises performances, perdant notamment à Roland-Garros dès le deuxième tour face à Karol Kučera. À Wimbledon, il est battu en demi-finale par Patrick Rafter, puis renonce ensuite aux Jeux olympiques, préférant passer du temps avec sa mère et sa sœur toutes deux atteintes d'un cancer. À l'US Open, il se fait sortir dès le deuxième tour par Arnaud Clément. En fin d'année, il joue peu et perd logiquement sa place de no un mondial. Il réalise un beau parcours au Masters mais Gustavo Kuerten, pourtant spécialiste des surfaces lentes, est trop fort en finale.

### 2001: Victoire à l'Open d'Australie, demi-finale à Wimbledon
Andre Agassi remporte l'Open d'Australie en battant Patrick Rafter en cinq sets en demi-finale, puis en prenant sa revanche sur Arnaud Clément en finale, en trois sets. Il remporte ainsi son septième titre en Grand Chelem, son troisième titre en Australie. Peu après, il gagne à Indian Wells, en battant son éternel rival Pete Sampras en finale. À Roland Garros, il perd en quart de finale contre Sébastien Grosjean, sous les yeux du président américain Bill Clinton. À Wimbledon, comme l'année précédente, il subit la loi de Patrick Rafter en demi-finale, tandis que l'US Open ne lui sourit pas plus avec une défaite en quart de finale face à Sampras, dans un match dans lequel il ne perd pourtant pas une seule fois son service (7-6, 6-7, 6-7, 6-7).
Sur le plan personnel, l'année 2001 est riche d'événements pour Andre Agassi. Steffi Graf est enceinte de leur premier enfant et accouche en fin d'année, peu après leur mariage à Las Vegas. En outre, le projet d'école pour enfants en difficulté qu'il a initié est en train de sortir de terre.

### 2002: Finale à l'US Open
En début d'année, Andre Agassi déclare forfait à l'Open d'Australie en raison de douleurs au poignet. Il s'impose ensuite à Miami, en battant en finale le jeune Roger Federer, qui se trouve à l'orée d'une grande carrière.
Il change d'entraîneur, Darren Cahill remplaçant Brad Gilbert. Cahill lui fait notamment expérimenter de nouvelles raquettes avec un cordage en polyester, et les résultats ne se font guère attendre. Il remporte le Masters de Rome, sur terre battue, une surface qui ne lui réussissait plus guère depuis son succès à Roland Garros trois ans plus tôt. Ce succès lui permet d'aborder Roland Garros en position de favori. En huitième de finale, il dispose difficilement du jeune Français Paul-Henri Mathieu mais se fait éliminer au tour suivant par Juan Carlos Ferrero (finaliste du tournoi cette année-là et vainqueur l'année suivante).
Son tournoi de Wimbledon est en revanche bien plus décevant, puisqu'il se fait éliminer dès le second tour par le 67e mondial Paradorn Srichaphan.
Il change à nouveau de cordage, et remporte dans la foulée le tournoi de Los Angeles. À l'US Open, il se hisse jusqu'en finale, battu une nouvelle fois par Pete Sampras. C'est la cinquième fois que les deux hommes se rencontrent en finale d'un tournoi du Grand Chelem, pour quatre succès de Sampras. C'est aussi le dernier match de la carrière de Pete Sampras qui annonce sa retraite quelques semaines plus tard.
Au Masters de Shanghai en fin d'année, Andre Agassi a besoin d'une seule victoire pour terminer l'année no 1 mondial (ce qui en ferait le joueur le plus âgé de l'histoire du tennis masculin à ce niveau). Mais il s'incline successivement contre Jiří Novák et Juan Carlos Ferrero, avant de déclarer forfait pour la suite du tournoi.

### 2003: Quatrième titre à l'Open d'Australie, finale aux Masters, demi-finale à l'US Open
En début d'année, Andre Agassi survole littéralement l'Open d'Australie : il ne perd qu'un seul set pendant ce tournoi, et domine très facilement Rainer Schüttler (Vainqueur sur son parcours de Marat Safin) en finale. Il remporte ainsi son quatrième Open d'Australie, son huitième et dernier tournoi du Grand Chelem.
Dans la foulée, il remporte le tournoi de San Jose. Il remporte également le Key Biscayne pour la sixième fois de sa carrière (un record) puis le tournoi de Houston. Cette victoire en terre texane lui permet de devenir le plus vieux numéro un mondial de l'histoire du tennis. Ce record sera amélioré par Roger Federer, en 2018. Il abandonne à nouveau cette place au bout de quinze jours, avant de la retrouver quelques semaines plus tard, après un Roland Garros au cours duquel il se fait éliminer en quart de finale par le jeune et prometteur Guillermo Coria.
À Wimbledon, il se fait éliminer en huitième de finale par le futur finaliste du tournoi Mark Philippoussis.
À l'US Open, il se fait éliminer en demi-finale par Juan Carlos Ferrero, vainqueur de Roland-Garros quelques mois plus tôt, qui lui prend à cette occasion la place de numéro un mondial.
Il réalise un beau parcours au Masters (notamment une victoire sur le numéro deux Juan Carlos Ferrero), mais perd facilement en finale face à Roger Federer qui va accéder au premier rang mondial quelques mois plus tard.

### 2004: Demi-finale à l'Open d'Australie
À l'Open d'Australie, Andre Agassi se hisse jusqu'en demi-finale mais échoue face à Marat Safin.
Diminué physiquement, il espace ses participations en tournois, et dans les quelques compétitions qu'il dispute, se fait éliminer rapidement. Le tournoi de Roland Garros ne fait pas exception, puisqu'il se fait sortir dès le premier tour par le 271e joueur mondial, Jérôme Haehnel. Il renonce ensuite au tournoi de Wimbledon. Les rumeurs sur une prochaine retraite apparaissent dans les médias.
À la surprise générale, il se reprend pendant l'été avec une victoire au tournoi de Cincinnati. À l'US Open, il parvient en quart de finale, seulement battu par le futur vainqueur Roger Federer en cinq sets accrochés.

### 2005: Finale à l'US Open

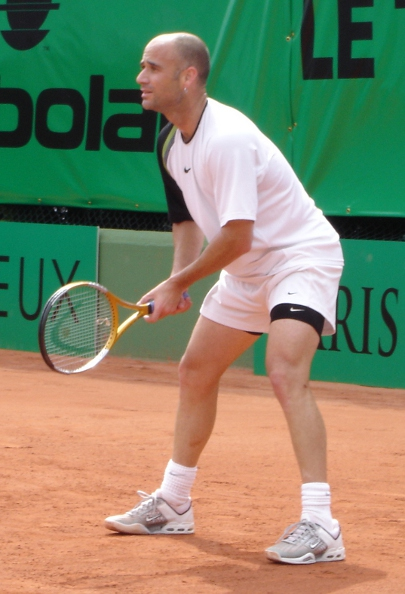
Andre Agassi lors du Trophée de Paris en 2005 à Rueil-Malmaison.

À l'Open d'Australie, il s'incline en quart de finale contre Roger Federer. À Roland Garros, il participe à son 58e tournoi du Grand Chelem, ce qui constitue à l'époque le record de l'ère Open. Ne retrouvant pas la condition physique requise pour concourir au plus haut niveau, il se fait sortir dès le premier tour par le Finlandais Jarkko Nieminen. Il renonce ensuite au tournoi de Wimbledon. Au mois de juillet, il remporte, à Los Angeles, le 60e et dernier tournoi de sa carrière en battant le Luxembourgeois Gilles Müller en finale. Peu après, il s'incline en finale du tournoi de Montréal contre le jeune Rafael Nadal.
À l'US Open, il bénéficie d'un tableau dégagé (défaite des favoris Nadal et Roddick) pour parvenir en finale. Sa présence à ce niveau est une relative surprise mais Agassi réalise une prestation honorable face à Roger Federer, vainqueur en quatre sets.

### 2006: Saison d'adieux et retraite
Andre Agassi renonce à l'Open d'Australie, puis à toute la saison sur terre battue, préférant se réserver pour Wimbledon. Redescendu au-delà de la vingtième place mondiale, il échoue dès le troisième tour du tournoi londonien face au numéro deux mondial Rafael Nadal, futur finaliste.
Andre Agassi prend sa retraite le 3 septembre 2006 après son élimination de l'US Open, battu par l'Allemand Benjamin Becker, issu des qualifications.

## Faits de carrière
Andre Agassi est l'un des joueurs les plus emblématiques des années 1990. Il a tiré sa révérence avec un palmarès riche de 75 titres (60 recensés par l'ATP) en simple dont 8 en Grand Chelem : Open d'Australie (1995, 2000, 2001, 2003), Roland-Garros (1999), Wimbledon (1992) et US Open (1994, 1999).
Andre Agassi a également remporté la médaille d'or en simple lors des Jeux olympiques de 1996 à Atlanta. Il est l'un des seuls joueurs de l'ère Open, avec Roger Federer, Rafael Nadal et Novak Djokovic, à avoir gagné tous les tournois du Grand Chelem (4 Open d'Australie, 2 US Open, 1 Roland-Garros, 1 Wimbledon) sur quatre surfaces différentes, un exploit que ni Pete Sampras, ni Björn Borg, par exemple, n'ont réalisé.
Il a également disputé sept finales en Grand Chelem, dont quatre face à Pete Sampras, le seul à pouvoir le dominer régulièrement. On peut aussi ajouter un titre en Masters Cup, 2 Coupes Davis et 17 Masters Series, un record qu'il a longtemps détenu jusqu'à ce que Roger Federer, Novak Djokovic et Rafael Nadal ne le dépassent. Il a en outre contribué à l'évolution du tennis moderne en développant un jeu d'attaque en fond de court rapide et percutant (cf Style de jeu).
Face à son grand rival Pete Sampras, il a livré des matchs souvent mémorables (34 confrontations, 20-14 en faveur de Sampras), dont notamment la demi-finale de l'Open d'Australie 2000. À 35 ans, en 2005, il réussit l'exploit de remporter le tournoi de Los Angeles puis d'accéder à la finale de l'US Open, soit vingt ans après sa première participation dans ce Chelem. À cette occasion, il s'incline face à un joueur considéré aujourd'hui comme l'un des meilleurs joueurs de l'histoire du tennis : Roger Federer. Agassi révélera d'ailleurs que Federer est le meilleur joueur du circuit ATP qu'il ait rencontré. Blessé en fin de saison 2005, il est contraint de déclarer forfait pour le dernier tournoi de la saison se déroulant à Shanghai, la Masters Cup, à la suite de sa défaite face au Russe Nikolay Davydenko.
En dépit du jeu plus spectaculaire de « Pistol Pete », le « Kid de Las Vegas » a souvent été préféré à Sampras pour sa sensibilité et les émotions qu'il pouvait transmettre sur le court, mais aussi pour son style vestimentaire et son attitude de « rock star » qui lui ont valu l'affection d'un public plus jeune et qui a contribué à populariser le tennis auprès des adolescents,. Il était également apprécié du public parisien de Roland-Garros, notamment après son succès face à Andreï Medvedev en 1999 où ses larmes de joie avaient particulièrement ému les spectateurs. Cette épreuve, qu'il a remportée au terme d'un suspense haletant après avoir été mené deux sets à rien, est connue pour constituer l'une des plus belles finales de l'histoire de ce tournoi.
En 2005, les journalistes américains de Tennis Magazine ont élu Andre Agassi au 12e rang des « quarante plus grands champions de tennis de ces quarante dernières années » (hommes et femmes confondus), derrière John McEnroe (11e) et devant Monica Seles (13e).
Il participe au Masters à treize reprises : 1988-1991, 1994, 1996, 1998-2003 et 2005. En 1995, il doit déclarer forfait avant la compétition et en 2004, il doit laisser sa place à Gastón Gaudio qui lui, a gagné un tournoi du Grand Chelem dans l'année ; en 1992, alors no 9, il avait la chance d'y participer en tant que remplaçant d'Ivan Lendl mais aussi en tant que vainqueur d'un Grand Chelem.
Il est membre du International Tennis Hall of Fame depuis le 9 juillet 2011.

## Style de jeu
Andre Agassi était un attaquant de fond de court, doté d'un éventail technique complet. Il fut considéré comme l'un des joueurs les plus doués du circuit, que ce soit au niveau de sa vitesse de déplacement et d'exécution, son sens de l'anticipation, sa parfaite coordination, sa puissance et sa qualité de frappe de balle, mais aussi sa précision et son sens du jeu.
Agassi a fait partie, avec Pete Sampras, Jim Courier et après Ivan Lendl, d'une nouvelle génération de joueurs qui, durant les années 1990, ont accéléré le jeu par le biais d'une prise de balle plus précoce, imposant ainsi un tennis plus agressif et une cadence plus élevée dans les échanges. Il est à ce titre considéré comme un novateur, ayant de par son style dicté les standards du jeu de fond de court dans le tennis moderne.
S'il était excellent en coup droit, son revers était tout aussi redoutable, notamment son revers long de ligne qui fut l'une de ses armes maîtresses. L'une des caractéristiques de son système de jeu consistait à multiplier les frappes croisées et décroisées avec une grande intensité afin de créer des décalages. Son retour de service fut considéré comme l'un des plus performants de son époque. Il possédait également la capacité à alterner sans aucune difficulté les prises de balle précoces et tardives, et maîtriser toutes les variations, telles que le lift, le slice ou les frappes à plat. Si ses zones de confort se situaient dans les filières longues, il excellait néanmoins dans les filières courtes et faisait preuve d'un certain toucher et d'une excellente couverture du filet.
Contrairement à son grand rival Pete Sampras, Andre Agassi sut imposer son système de jeu sur les surfaces intermédiaires et lentes, telle la terre battue. Sa surface de prédilection reste le dur outdoor, sur laquelle il a remporté six de ses huit tournois du Grand Chelem.
D'une condition physique fluctuante, en raison notamment d'une vie personnelle tumultueuse, d'un manque de discipline à l'entraînement, de baisses de motivation (trouvant leurs racines dans son enfance difficile comme il l'expliquera lui-même), il lui arrivait d'enchaîner les contre-performances, d'être éliminé précocement de tournois pour lesquels il faisait figure de favori, mais aussi de réaliser des prouesses exceptionnelles et inattendues, comme lors de sa victoire à Roland Garros en 1999, où il a opéré une remontée fulgurante après avoir échappé de peu à la défaite.

## Palmarès

### En simple messieurs
| 60 titres en simple | 8 G. Chelem | 8 G. Chelem | 8 G. Chelem | 8 G. Chelem | 1 Masters  | 1 Masters  | 1 Masters  | 1 Masters   | 17 Masters 1000 | 17 Masters 1000 | 17 Masters 1000 | 17 Masters 1000 | 6 ATP 500   | 6 ATP 500   | 6 ATP 500          | 6 ATP 500          | 19 ATP 250         | 19 ATP 250         | 19 ATP 250         | 19 ATP 250         | 1 JO               | 1 JO           | 1 JO           | 1 JO           | 8 NC           | 8 NC           | 8 NC           | 8 NC           |
| 60 titres en simple | 46 sur dur  | 46 sur dur  | 46 sur dur  | 46 sur dur  | 46 sur dur | 46 sur dur | 46 sur dur | 1 sur gazon | 1 sur gazon     | 1 sur gazon     | 1 sur gazon     | 1 sur gazon     | 1 sur gazon | 1 sur gazon | 7 sur terre battue | 7 sur terre battue | 7 sur terre battue | 7 sur terre battue | 7 sur terre battue | 7 sur terre battue | 7 sur terre battue | 6 sur moquette | 6 sur moquette | 6 sur moquette | 6 sur moquette | 6 sur moquette | 6 sur moquette | 6 sur moquette |

### Titres non recensés par le site Web de l'ATP (15)
| N. | A.   | Date            | Tournoi                              | S.           | Adversaire en Finale | Score         |
| -- | ---- | --------------- | ------------------------------------ | ------------ | -------------------- | ------------- |
| 1  | 1987 | 17-20 septembre | Amelia Island Dupont All American    | Dur          | Jimmy Connors        | 4-3 ab.       |
| 2  | 1988 | 25-28 août      | Jericho Norstar Hamlet Challenge Cup | Dur          | Yannick Noah         | 6-3, 0-6, 6-4 |
| 3  | 1988 | 15-18 septembre | Amelia Island Dupont All American    | Dur          | Dan Goldie           | 6-2, 7-5      |
| 4  | 1989 | 26-30 avril     | Atlanta AT&T Challenge of Champions  | Moquette     | Michael Chang        | 6-3, 6-2      |
| 5  | 1989 | 11-14 mai       | Ede Audi Tournament                  | Terre battue | Stefan Edberg        | 4-6, 6-1, 6-2 |
| 6  | 1989 | 28-30 juillet   | Yokohama All Nippon Airways Cup      | ?            | Ivan Lendl           | 7-6, 6-4      |
| 7  | 1989 | 8-10 décembre   | Palm Coast ITT Stakes Match          | Dur          | Jimmy Connors        | 6-4, 1-2 ab.  |
| 8  | 1990 | 3-6 mai         | Roswell AT&T Challenge of Champions  | Moquette     | Jaime Yzaga          | 6-2, 6-4      |
| 9  | 1991 | 2-5 mai         | Roswell AT&T Challenge of Champions  | Moquette     | David Wheaton        | 7-6, 6-1      |
| 10 | 1991 | 14-15 septembre | Irving Texas Classic                 | Dur          | Jim Courier          | 6-1, 6-4      |
| 11 | 1993 | 28-31 janvier   | Abilene Pro Indoor                   | Moquette     | Alex O'Brien         | 4-6, 7-6, 6-1 |
| 12 | 1997 | 24-30 novembre  | Burbank USTA Men's Challenger        | Dur          | Sargis Sargsian      | 6-2, 6-1      |
| 13 | 2000 | 11-15 janvier   | Kooyong Colonial Classic             | Dur          | Mark Philippoussis   | Forfait       |
| 14 | 2001 | 9-13 janvier    | Kooyong Colonial Classic             | Dur          | Ievgueni Kafelnikov  | 6-3, 3-6, 6-3 |
| 15 | 2003 | 7-11 janvier    | Kooyong AAMI Classic                 | Dur          | Sébastien Grosjean   | 6-2, 6-3      |

## Chronologie des titres et finales dans les tournois majeurs
Année en rouge = Vaincu ; Année en vert = Vainqueur
| Légende              |
| Open d'Australie (4) |
| Roland-Garros (1)    |
| Wimbledon (1)        |
| US Open (2)          |
| Masters (1)          |
| Jeux olympiques (1)  |
| Coupe Davis (2)      |

| Titres par surface |
| Dur (7)            |
| Terre battue (1)   |
| Gazon (1)          |
| Moquette (1)       |

| An.  | Date         | Tournoi                        | Surface             | Adversaire          | Score                   |
| ---- | ------------ | ------------------------------ | ------------------- | ------------------- | ----------------------- |
| 1990 | 10 juin      | Roland-Garros                  | Terre battue        | Andrés Gómez        | 6-3, 2-6, 6-4, 6-4      |
| 1990 | 9 septembre  | US Open                        | Dur                 | Pete Sampras        | 6-4, 6-3, 6-2           |
| 1990 | 18 novembre  | Masters à Francfort            | Moquette            | Stefan Edberg       | 5-7, 7-6, 7-5, 6-2      |
| 1990 | 30 novembre  | Coupe Davis à Saint Petersburg | Terre battue indoor | Australie           | 3-2                     |
| 1991 | 9 juin       | Roland-Garros                  | Terre battue        | Jim Courier         | 3-6, 6-4, 2-6, 6-1, 6-4 |
| 1991 | 4 décembre   | Coupe Davis à Lyon             | Moquette            | France              | 3-1                     |
| 1992 | 5 juillet    | Wimbledon                      | Gazon               | Goran Ivanišević    | 6-7, 6-4, 6-4, 1-6, 6-4 |
| 1992 | 4 décembre   | Coupe Davis à Fort Worth       | Dur indoor          | Suisse              | 3-1                     |
| 1994 | 11 septembre | US Open                        | Dur                 | Michael Stich       | 6-1, 7-6, 7-5           |
| 1995 | 29 janvier   | Open d'Australie               | Dur                 | Pete Sampras        | 4-6, 6-1, 7-6, 6-4      |
| 1995 | 10 septembre | US Open                        | Dur                 | Pete Sampras        | 6-4, 6-3, 4-6, 7-5      |
| 1996 | 28 juillet   | Jeux olympiques à Atlanta      | Dur                 | Sergi Bruguera      | 6-2, 6-3, 6-1           |
| 1999 | 6 juin       | Roland-Garros                  | Terre battue        | Andreï Medvedev     | 1-6, 2-6, 6-4, 6-3, 6-4 |
| 1999 | 4 juillet    | Wimbledon                      | Gazon               | Pete Sampras        | 6-3, 6-4, 7-5           |
| 1999 | 12 septembre | US Open                        | Dur                 | Todd Martin         | 6-4, 6-7, 6-7, 6-3, 6-2 |
| 1999 | 28 novembre  | Masters à Hanovre              | Dur indoor          | Pete Sampras        | 6-1, 7-5, 6-4           |
| 2000 | 30 janvier   | Open d'Australie               | Dur                 | Ievgueni Kafelnikov | 3-6, 6-3, 6-2, 6-4      |
| 2000 | 3 décembre   | Masters à Lisbonne             | Dur indoor          | Gustavo Kuerten     | 6-4, 6-4, 6-4           |
| 2001 | 28 janvier   | Open d'Australie               | Dur                 | Arnaud Clément      | 6-4, 6-2, 6-2           |
| 2002 | 8 septembre  | US Open                        | Dur                 | Pete Sampras        | 6-3, 6-4, 5-7, 6-4      |
| 2003 | 16 novembre  | Masters à Houston              | Dur                 | Roger Federer       | 6-3, 6-0, 6-4           |
| 2003 | 26 janvier   | Open d'Australie               | Dur                 | Rainer Schüttler    | 6-2, 6-2, 6-1           |
| 2005 | 11 septembre | US Open                        | Dur                 | Roger Federer       | 6-3, 2-6, 7-6, 6-1      |

### Finaliste
- Coupe du Grand Chelem Tournoi ITF non reconnu par l'ATP World Tour : 1998, défaite face à Marcelo Ríos.

### Demi-finaliste
- Wimbledon : 1995, 2000, 2001
- Roland-Garros : 1988, 1992
- US Open : 1988, 1989, 1996, 2003
- Open d'Australie : 1996, 2004
- Masters d'Indian Wells : 1988, 2004
- Masters de Miami : 2000, 2005
- Masters de Rome : 2005
- Masters de Madrid : 2004
- Masters de Stuttgart : 1999
- Masters de Cincinnati : 1993, 1999
- Masters du Canada : 1989, 1998, 1999

## Parcours dans les tournois duGrand Chelem

### En simple
| Année | Open d'Australie | Open d'Australie | Internationaux de France | Internationaux de France | Wimbledon       | Wimbledon        | US Open         | US Open       |
| ----- | ---------------- | ---------------- | ------------------------ | ------------------------ | --------------- | ---------------- | --------------- | ------------- |
| 1986  | n/a              | n/a              | —                        | —                        | —               | —                | 1er tour (1/64) | J. Bates      |
| 1987  | —                | —                | 2e tour (1/32)           | P. Kuchna                | 1er tour (1/64) | H. Leconte       | 1er tour (1/64) | H. Leconte    |
| 1988  | —                | —                | 1/2 finale               | M. Wilander              | —               | —                | 1/2 finale      | I. Lendl      |
| 1989  | —                | —                | 3e tour (1/16)           | J. Courier               | —               | —                | 1/2 finale      | I. Lendl      |
| 1990  | —                | —                | Finale                   | A. Gómez                 | —               | —                | Finale          | P. Sampras    |
| 1991  | —                | —                | Finale                   | J. Courier               | 1/4 de finale   | D. Wheaton       | 1er tour (1/64) | A. Krickstein |
| 1992  | —                | —                | 1/2 finale               | J. Courier               | Victoire        | G. Ivanišević    | 1/4 de finale   | J. Courier    |
| 1993  | —                | —                | —                        | —                        | 1/4 de finale   | P. Sampras       | 1er tour (1/64) | T. Enqvist    |
| 1994  | —                | —                | 2e tour (1/32)           | T. Muster                | 1/8 de finale   | T. Martin        | Victoire        | M. Stich      |
| 1995  | Victoire         | P. Sampras       | 1/4 de finale            | I. Kafelnikov            | 1/2 finale      | Bo. Becker       | Finale          | P. Sampras    |
| 1996  | 1/2 finale       | M. Chang         | 2e tour (1/32)           | C. Woodruff              | 1er tour (1/64) | D. Flach         | 1/2 finale      | M. Chang      |
| 1997  | —                | —                | —                        | —                        | —               | —                | 1/8 de finale   | P. Rafter     |
| 1998  | 1/8 de finale    | A. Berasategui   | 1er tour (1/64)          | M. Safin                 | 2e tour (1/32)  | T. Haas          | 1/8 de finale   | K. Kučera     |
| 1999  | 1/8 de finale    | V. Spadea        | Victoire                 | A. Medvedev              | Finale          | P. Sampras       | Victoire        | T. Martin     |
| 2000  | Victoire         | I. Kafelnikov    | 2e tour (1/32)           | K. Kučera                | 1/2 finale      | P. Rafter        | 2e tour (1/32)  | A. Clément    |
| 2001  | Victoire         | A. Clément       | 1/4 de finale            | S. Grosjean              | 1/2 finale      | P. Rafter        | 1/4 de finale   | P. Sampras    |
| 2002  | —                | —                | 1/4 de finale            | J. C. Ferrero            | 2e tour (1/32)  | P. Srichaphan    | Finale          | P. Sampras    |
| 2003  | Victoire         | R. Schüttler     | 1/4 de finale            | G. Coria                 | 1/8 de finale   | M. Philippoussis | 1/2 finale      | J. C. Ferrero |
| 2004  | 1/2 finale       | M. Safin         | 1er tour (1/64)          | J. Haehnel               | —               | —                | 1/4 de finale   | R. Federer    |
| 2005  | 1/4 de finale    | R. Federer       | 1er tour (1/64)          | J. Nieminen              | —               | —                | Finale          | R. Federer    |
| 2006  | —                | —                | —                        | —                        | 3e tour (1/16)  | R. Nadal         | 3e tour (1/16)  | Be. Becker    |

N.B. : à droite du résultat se trouve le nom de l'ultime adversaire.

#### Victoires: (8)
| Année | Tournoi              | Adversaire en finale | Score                   |
| 1992  | Wimbledon            | Goran Ivanišević     | 6-7, 6-4, 6-4, 1-6, 6-4 |
| 1994  | US Open              | Michael Stich        | 6-1, 7-6, 7-5           |
| 1995  | Open d'Australie     | Pete Sampras         | 4-6, 6-1, 7-6, 6-4      |
| 1999  | Roland-Garros        | Andreï Medvedev      | 1-6, 2-6, 6-4, 6-3, 6-4 |
| 1999  | US Open (2)          | Todd Martin          | 6-4, 6-7, 6-7, 6-3, 6-2 |
| 2000  | Open d'Australie (2) | Ievgueni Kafelnikov  | 3-6, 6-3, 6-2, 6-4      |
| 2001  | Open d'Australie (3) | Arnaud Clément       | 6-4, 6-2, 6-2           |
| 2003  | Open d'Australie (4) | Rainer Schüttler     | 6-2, 6-2, 6-1           |

#### Finales: (7)
| Année | Tournoi           | Adversaire en finale | Score                   |
| 1990  | Roland-Garros     | Andrés Gómez         | 6-3, 2-6, 6-4, 6-4      |
| 1990  | US Open           | Pete Sampras         | 6-4, 6-3, 6-2           |
| 1991  | Roland-Garros (2) | Jim Courier          | 3-6, 6-4, 2-6, 6-1, 6-4 |
| 1995  | US Open (2)       | Pete Sampras         | 6-4, 6-3, 4-6, 7-5      |
| 1999  | Wimbledon         | Pete Sampras         | 6-3, 6-4, 7-5           |
| 2002  | US Open (3)       | Pete Sampras         | 6-3, 6-4, 5-7, 6-4      |
| 2005  | US Open (4)       | Roger Federer        | 6-3, 2-6, 7-6, 6-1      |

### En double
| Année | Open d'Australie | Open d'Australie | Internationaux de France                                                     | Internationaux de France | Wimbledon | Wimbledon | US Open                                                                            | US Open |
| ----- | ---------------- | ---------------- | ---------------------------------------------------------------------------- | ------------------------ | --------- | --------- | ---------------------------------------------------------------------------------- | ------- |
| 1987  | —                | —                | —                                                                            | —                        | —         | —         | 1er tour (1/32) M. Purcell \|\| style="text-align:left;" \| A. Antonitsch W. Fibak |         |
| 1988  | —                | —                | —                                                                            | —                        | —         | —         | —                                                                                  | —       |
| 1989  | —                | —                | —                                                                            | —                        | —         | —         | —                                                                                  | —       |
| 1990  | —                | —                | —                                                                            | —                        | —         | —         | —                                                                                  | —       |
| 1991  | —                | —                | —                                                                            | —                        | —         | —         | —                                                                                  | —       |
| 1992  | —                | —                | 1/4 de finale J. McEnroe \|\| style="text-align:left;" \| P. Albano C. Motta | —                        | —         | —         | —                                                                                  |         |

N.B. : le nom du ou de la partenaire se trouve sous le résultat ; les noms des ultimes adversaires se trouvent à droite.

## Parcours auxMasters
| Année | Parcours                                                | Ultime(s) adversaire(s)                                      |
| ----- | ------------------------------------------------------- | ------------------------------------------------------------ |
| 1988  | Round Robin                                             | Tim Mayotte (V) Ivan Lendl (d) Jakob Hlasek (d)              |
| 1989  | Round Robin                                             | Brad Gilbert (d) Stefan Edberg (d) Boris Becker (d)          |
| 1990  | Victoire                                                | Stefan Edberg                                                |
| 1991  | 1/2 finale \|\| style="text-align:left" \| Jim Courier  |                                                              |
| 1994  | 1/2 finale \|\| style="text-align:left" \| Pete Sampras |                                                              |
| 1996  | Round Robin                                             | Pete Sampras (d) Abandon                                     |
| 1998  | Round Robin                                             | Àlex Corretja (d) Abandon                                    |
| 1999  | Finale                                                  | Pete Sampras                                                 |
| 2000  | Finale                                                  | Gustavo Kuerten                                              |
| 2001  | Round Robin                                             | Patrick Rafter (V) Lleyton Hewitt (d) Sébastien Grosjean (d) |
| 2002  | Round Robin                                             | Jiří Novák (d) Juan Carlos Ferrero (d) Abandon               |
| 2003  | Finale                                                  | Roger Federer                                                |
| 2005  | Round Robin                                             | Nikolay Davydenko (d) Abandon                                |

### Victoire (1)
| Date       | Lieu      | Surface         | Finaliste     | Score              |
| 12/11/1990 | Francfort | Moquette (int.) | Stefan Edberg | 5-7, 7-6, 7-5, 6-2 |

### Finales (3)
| Date       | Lieu     | Surface    | Vainqueur       | Score         |
| ---------- | -------- | ---------- | --------------- | ------------- |
| 23/11/1999 | Hanovre  | Dur (int.) | Pete Sampras    | 6-1, 7-5, 6-4 |
| 28/11/2000 | Lisbonne | Dur (int.) | Gustavo Kuerten | 6-4, 6-4, 6-4 |
| 01/11/2003 | Houston  | Dur (ext.) | Roger Federer   | 6-3, 6-0, 6-4 |

## Palmarès enCoupe Davis
- Vainqueur : 1990, 1992, 1995
- Finaliste : 1991

## Parcours dans lesMasters 1000
| Année | Indian Wells                | Miami                     | Monte-Carlo            | Rome                    | Hambourg                    | Canada                     | Cincinnati                | Stockholm puis Essen puis Stuttgart puis Madrid | Paris                   |
| ----- | --------------------------- | ------------------------- | ---------------------- | ----------------------- | --------------------------- | -------------------------- | ------------------------- | ----------------------------------------------- | ----------------------- |
| 1987  | —                           | 1er tour T. Muster        | —                      | 2e tour M. Jaite        | —                           | —                          | —                         | —                                               | —                       |
| 1988  | 1/2 finale B. Becker        | 2e tour A. Krickstein     | —                      | 1/4 de finale R. Agenor | —                           | —                          | —                         | —                                               | —                       |
| 1989  | 1/4 de finale Y. Noah       | 1er tour C.-U. Steeb      | —                      | Finale A. Mancini       | —                           | 1/2 finale I. Lendl        | —                         | 1/4 de finale M. Gustafsson                     | —                       |
| 1990  | Finale S. Edberg            | Victoire S. Edberg        | —                      | —                       | 1/8 de finale M. Gustafsson | 1/4 de finale M. Chang     | 1/8 de finale R. Fromberg | 2e tour N. Kulti                                | —                       |
| 1991  | 1/8 de finale J. Courier    | 1/8 de finale D. Wheaton  | 2e tour H. Skoff       | 1er tour E. Jelen       | —                           | 2e tour P. Korda           | 1/8 de finale B. Gilbert  | —                                               | —                       |
| 1992  | 1/8 de finale E. Sánchez    | 2e tour B. Shelton        | —                      | —                       | 2e tour C. Costa            | Victoire I. Lendl          | 1/8 de finale J. Yzaga    | —                                               | 2e tour B. Gilbert      |
| 1993  | 2e tour M. Rosset           | 1/8 de finale R. Krajicek | —                      | —                       | —                           | 1/4 de finale T. Martin    | 1/2 finale M. Chang       | —                                               | —                       |
| 1994  | 2e tour F. Santoro          | Finale P. Sampras         | 1er tour I. Kafelnikov | 2e tour S. Pescosolido  | —                           | Victoire J. Stoltenberg    | —                         | 1/4 de finale G. Ivanišević                     | Victoire M. Rosset      |
| 1995  | Finale P. Sampras           | Victoire P. Sampras       | —                      | —                       | 1/4 de finale S. Bruguera   | Victoire P. Sampras        | Victoire M. Chang         | 1/8 de finale M. Washington                     | —                       |
| 1996  | 1/4 de finale M. Chang      | Victoire G. Ivanišević    | 1/8 de finale A. Costa | —                       | —                           | —                          | Victoire M. Chang         | 1/4 de finale P. Sampras                        | 2e tour M. Gustafsson   |
| 1997  | 1er tour M. Philippoussis   | 2e tour S. Draper         | —                      | —                       | —                           | —                          | 1er tour G. Kuerten       | 1er tour T. Martin                              | —                       |
| 1998  | 1/4 de finale J.-M. Gambill | Finale M. Ríos            | 2e tour P. Sampras     | —                       | —                           | 1/2 finale R. Krajicek     | 2e tour V. Spadea         | 1/8 de finale R. Krajicek                       | 1/4 de finale T. Martin |
| 1999  | —                           | 2e tour D. Hrbatý         | —                      | 1/8 de finale P. Rafter | —                           | 1/2 finale I. Kafelnikov   | 1/2 finale P. Sampras     | 1/2 finale T. Enqvist                           | Victoire M. Safin       |
| 2000  | 1er tour H. Arazi           | 1/2 finale G. Kuerten     | —                      | 1/8 de finale D. Hrbatý | —                           | 1er tour J. Golmard        | 2e tour F. Vicente        | 1/8 de finale A. Pavel                          | —                       |
| 2001  | Victoire P. Sampras         | Victoire J.-M. Gambill    | —                      | 1er tour A. Calatrava   | 2e tour F. Santoro          | 1er tour I. Ljubičić       | 1er tour G. Gaudio        | 2e tour H. Arazi                                | —                       |
| 2002  | 1er tour M. Kratochvil      | Victoire R. Federer       | —                      | Victoire T. Haas        | —                           | —                          | 1/4 de finale L. Hewitt   | Victoire J. Novák                               | 1/4 de finale C. Moyà   |
| 2003  | —                           | Victoire C. Moyà          | —                      | 1er tour D. Ferrer      | —                           | 1/4 de finale R. Schüttler | —                         | —                                               | —                       |
| 2004  | 1/2 finale R. Federer       | 1/8 de finale A. Calleri  | —                      | —                       | —                           | 2e tour J. Melzer          | Victoire L. Hewitt        | 1/2 finale M. Safin                             | —                       |
| 2005  | 1/4 de finale L. Hewitt     | 1/2 finale R. Federer     | —                      | 1/2 finale G. Coria     | 1er tour F. López           | Finale R. Nadal            | —                         | —                                               | —                       |
| 2006  | 3e tour T. Haas             | —                         | —                      | —                       | —                           | —                          | —                         | —                                               | —                       |

N.B. : sous le résultat se trouve le nom de l’ultime adversaire.

### Vainqueur (17)
| Année | Tournoi      | Adversaire en finale | Score                 |
| 1990  | Miami        | Stefan Edberg        | 6-1, 6-4, 0-6, 6-2    |
| 1992  | Canada       | Ivan Lendl           | 3-6, 6-2, 6-0         |
| 1994  | Canada(2)    | Jason Stoltenberg    | 6-4, 6-4              |
| 1994  | Paris        | Marc Rosset          | 6-3, 6-3, 4-6, 7-5    |
| 1995  | Miami(2)     | Pete Sampras         | 3-6, 6-2, 7-6(3)      |
| 1995  | Canada(3)    | Pete Sampras         | 3-6, 6-2, 6-3         |
| 1995  | Cincinnati   | Michael Chang        | 7-5, 6-2              |
| 1996  | Miami(3)     | Goran Ivanišević     | 3-0, ab.              |
| 1996  | Cincinnati   | Michael Chang        | 7-6(4), 6-4           |
| 1999  | Paris (2)    | Marat Safin          | 7-6(1), 6-2, 4-6, 6-4 |
| 2001  | Indian Wells | Pete Sampras         | 7-6(5), 7-5, 6-1      |
| 2001  | Miami(4)     | Jan-Michael Gambill  | 7-6(4), 6-1, 6-0      |
| 2002  | Miami(5)     | Roger Federer        | 6-3, 6-3, 3-6, 6-4    |
| 2002  | Rome         | Tommy Haas           | 6-3, 6-3, 6-0         |
| 2002  | Madrid       | Jiří Novák           | ab.                   |
| 2003  | Miami(6)     | Carlos Moyà          | 6-3, 6-3              |
| 2004  | Cincinnati   | Lleyton Hewitt       | 6-3, 3-6, 6-2         |

### Finaliste (6)
| Année | Tournoi         | Adversaire en finale | Score                   |
| 1989  | Rome            | Alberto Mancini      | 6-3, 4-6, 2-6, 7-6, 6-1 |
| 1990  | Indian Wells    | Stefan Edberg        | 4-6, 7-5, 6-7, 6-7      |
| 1994  | Miami           | Pete Sampras         | 7-5, 3-6, 3-6           |
| 1995  | Indian Wells(2) | Pete Sampras         | 5-7, 3-6, 5-7           |
| 1998  | Miami (2)       | Marcelo Ríos         | 5-7, 3-6, 4-6           |
| 2005  | Canada          | Rafael Nadal         | 3-6, 6-4, 2-6           |

## Classement ATP

### En simple
- no 1 mondial pour la première fois le 10 avril 1995. En 2003 il retrouve la place de no 1 mondial à 33 ans, record battu par Roger Federer en 2018 (36 ans).
- no 1 mondial pendant 101 semaines au total (7e)

En fin de saison :
| Année | 1986 | 1987 | 1988 | 1989 | 1990 | 1991 | 1992 | 1993 | 1994 | 1995 | 1996 | 1997 | 1998 | 1999 | 2000 | 2001 | 2002 | 2003 | 2004 | 2005 | 2006 |
| Rang  | 91   | 25   | 3    | 7    | 4    | 10   | 9    | 24   | 2    | 2    | 8    | 122  | 6    | 1    | 6    | 3    | 2    | 4    | 8    | 7    | 150  |

Source : (en) Classements de Andre Agassi sur le site officiel de la Fédération internationale de tennis

## Entraîneurs
- Mike Agassi (son père)
- Nick Bollettieri (1986-1993)
- Brad Gilbert (1994-2001)
- Darren Cahill (2002-2006)
- Gil Reyes est son préparateur physique depuis 1989 jusqu'à la fin de sa carrière en 2006.

## Distinctions
- Champion des champions mondiaux de l'Équipe en 1999

## Publication
- Andre Agassi (trad. de l'anglais par Suzy Borello et Gérard Meudal), Open, Paris, Éditions Plon, 2009, 504 p. (ISBN 978-2-259-20942-7)